# 畝傍駅
畝傍駅（うねびえき）は、奈良県橿原市八木町二丁目にある、西日本旅客鉄道（JR西日本）桜井線（万葉まほろば線）の駅である。
乗降客数は近鉄大和八木駅など市内近隣の主要駅よりも遥かに少ないが、JTBの時刻表などでは、当駅が橿原市の代表駅とされている（当駅が橿原市役所の最寄駅であるため）。
なお、かつては近鉄吉野線の旧線でもある小房線（おうさせん）の起点駅でもあった。

## 歴史

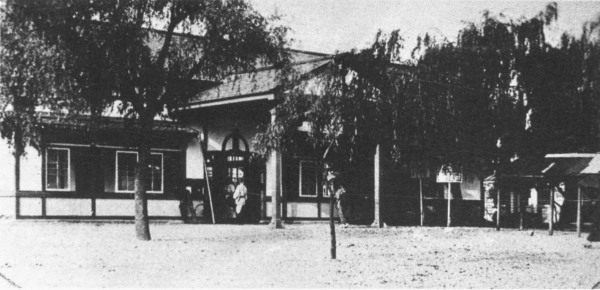
1905年（明治38年）の畝傍駅

- 1893年（明治26年）5月23日：大阪鉄道 (初代)の高田駅 - 桜井駅間延伸により開業[2]。
- 1900年（明治33年）6月6日：買収により関西鉄道の駅となる[2]。
- 1907年（明治40年）10月1日：国有化により帝国鉄道庁の駅となる[2]。
- 1909年（明治42年）10月12日：線路名称制定。桜井線の所属となる[2]。
- 1924年（大正13年）11月1日：吉野鉄道（現在の近鉄吉野線の前身）が橿原神宮前駅（初代）から延伸し当駅に乗り入れ。
- 1929年（昭和4年）8月1日：吉野鉄道が大阪電気軌道に買収され、同社吉野線と国有鉄道（省線）の駅となる。
- 1941年（昭和16年）3月15日：大阪電気軌道が参宮急行電鉄と合併し、関西急行鉄道となる。
- 1944年（昭和19年）6月1日：関西急行鉄道が南海鉄道と合併、近畿日本鉄道となる。
- 1945年（昭和20年）6月1日：近鉄小房線となっていた橿原神宮駅駅（現・橿原神宮前駅（2代目）） - 畝傍駅間の旅客営業休止。
- 1952年（昭和27年）4月1日：近鉄小房線廃止。国鉄単独駅に戻る。
- 1971年（昭和46年）11月1日：貨物の取り扱いを廃止[3]。
- 1984年（昭和59年）10月20日：桜井線CTC化により駅員無配置化[4]。荷物扱い廃止[3]。
- 1987年（昭和62年）4月1日：国鉄分割民営化により、西日本旅客鉄道（JR西日本）の駅となる[2]。
- 2005年（平成17年）3月1日：ICカード「ICOCA」の利用が可能となる[5]。ICカード専用簡易改札機で対応[6]。
- 2010年（平成22年）3月13日：路線愛称の制定により、「万葉まほろば線」の愛称を使用開始。

## 駅構造

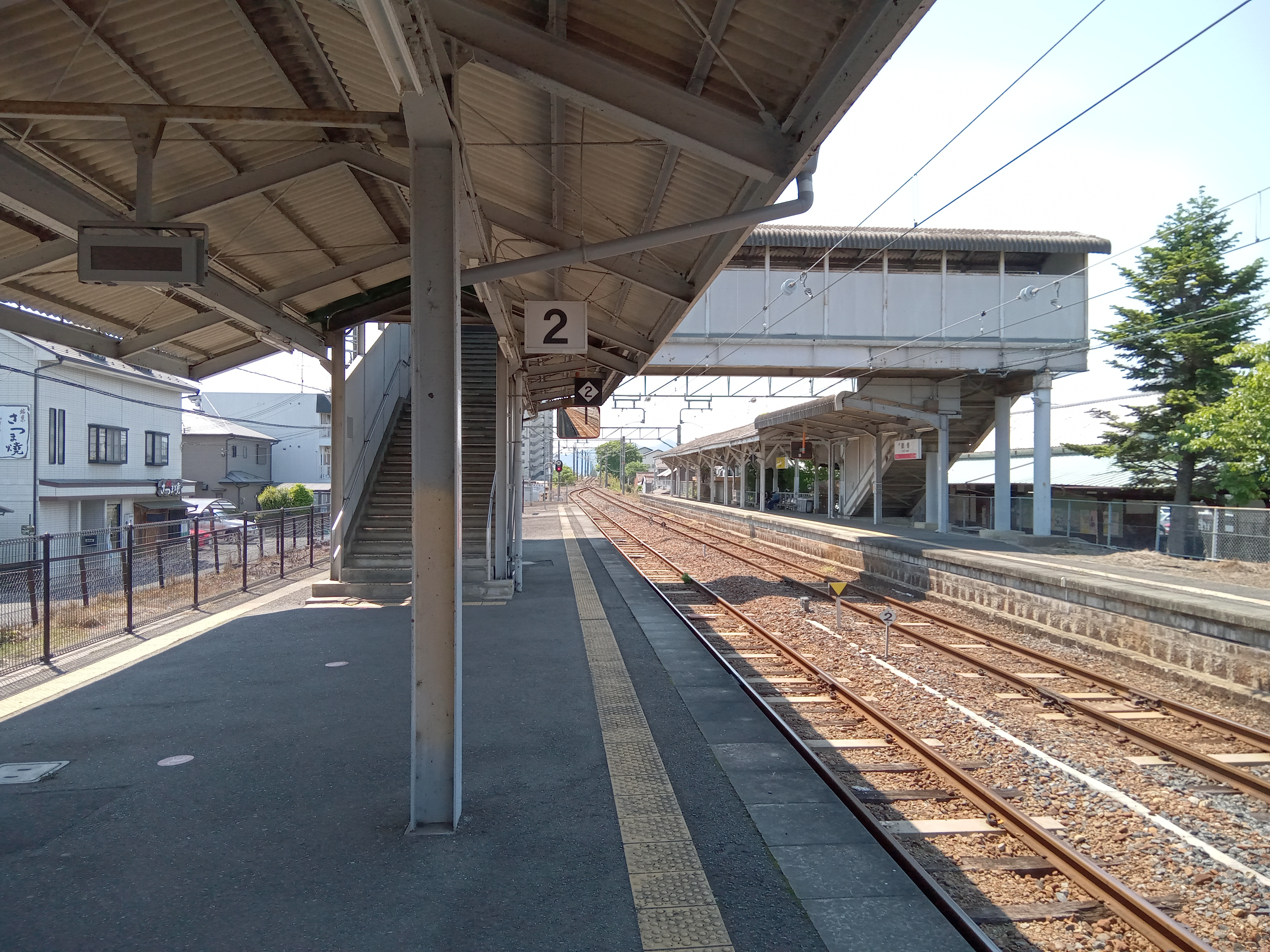
プラットホーム（2022年5月）

皇紀2600年にあたる1940年（昭和15年）に昭和天皇の橿原神宮行幸に際して建築され、重厚な寺社風の木造駅舎が現在も残っている。
かつては単式ホーム1面1線と島式ホーム1面2線、合計2面3線のホームを持っていたが、2005年12月現在では南端の線路が外され（架線は西側部分のみあるが、東側付近は無い）、相対式ホーム2面2線の構造を有する地上駅となっている。1番（上り）のりば側に駅舎があり、2番（下り）のりばへは跨線橋で連絡している。また、停車位置が多少ずれていて、先頭車両が乗降に便利な位置に停車する。
ホームは駅舎より高い位置にあり、駅舎とホームは階段およびスロープで結ばれている。その階段は現在使われている出入口（改札口）を結ぶものと、貴賓室とを結ぶもの、団体用出入口（閉鎖）を結ぶ3つ設置されていた。
王寺鉄道部管理の無人駅であり、ICOCA利用可能駅（相互利用可能ICカードはICOCAの項を参照）。ICOCAチャージ可能な自動券売機が設置されているほか、ICOCA等のICカード読取機（入場用・出場用）が設置されているが、普通乗車券用の自動改札機は設置されていない。
広々とした駅前広場を持っているが、現在は多少手直しの上でほとんどのスペースを月極駐車場としている。飛鳥方面のレンタサイクルの返却場所の1つに指定されている。
トイレは改札内にあり、男女共用となっている。

### のりば
| のりば | 路線           | 方向 | 行先                      |
| ------ | -------------- | ---- | ------------------------- |
| 1      | 万葉まほろば線 | 上り | 桜井・奈良方面            |
| 2      | 万葉まほろば線 | 下り | 高田・王寺方面 / 五条方面 |

- 上表の路線名は旅客案内上の名称（愛称）で表記している。

### 貴賓室

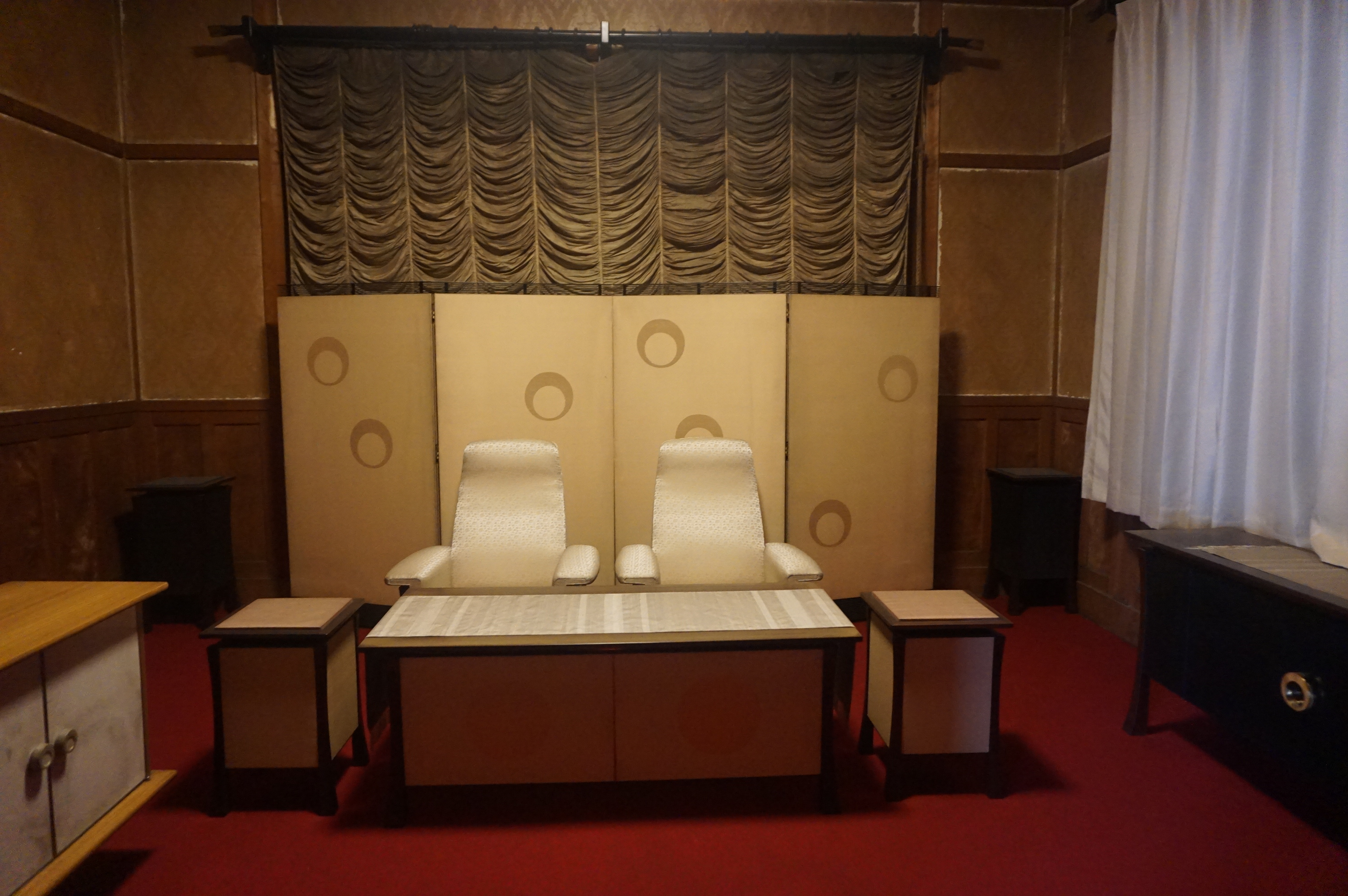
貴賓室（一般公開時に撮影）

橿原神宮や神武天皇陵への最寄り駅だったため、参拝する皇族のために駅舎内には貴賓室が設けられた。1940年（昭和15年）には皇紀2600年大祭が営まれて昭和天皇が、1959年（昭和34年）には成婚から間もない皇太子夫妻（後の明仁上皇・上皇后美智子）が、この貴賓室を利用した。普段は閉鎖されているが、1995年以降不定期に一般公開される。

### 駅舎改築
JR西日本は、コスト削減のため利用者の少ない駅舎の改築・コンパクト化や、地元自治体への無償譲渡・民間活用を進めており、当駅もその検討対象となっている。地元では歴史ある駅舎の改築に反対する声がある一方、橿原市ではコスト負担が大きいとして民間活用を断念しており、改築される公算が高いと報じられていた。その後、橿原市が貴賓室を保存活用する方向で方針変更したことが報じられている。

## 利用状況
橿原市の代表駅となってはいるが、多くは近くにある近鉄橿原線の八木西口駅か近鉄大阪線の大和八木駅を、また橿原神宮へは近鉄南大阪線・吉野線・橿原線の橿原神宮前駅を利用するため、当駅の乗降客は少ない。2023年度の1日平均乗降人員は1,138人。
また、国鉄時代は業務委託駅で、桜井線に運行されていた急行「紀ノ川」も通過していた。桜井線電化時に無人駅となり、出札口は板で封鎖されてしまった。
1日の平均乗車人員は以下の通りである。
| 年度               | 1日平均 乗車人員 |
| ------------------ | ---------------- |
| 2005年（平成17年） | 452              |
| 2006年（平成18年） | 431              |
| 2007年（平成19年） | 426              |
| 2008年（平成20年） | 428              |
| 2009年（平成21年） | 444              |
| 2010年（平成22年） | 448              |
| 2011年（平成23年） | 441              |
| 2012年（平成24年） | 458              |
| 2013年（平成25年） | 459              |
| 2014年（平成26年） | 438              |
| 2015年（平成27年） | 454              |
| 2016年（平成28年） | 466              |
| 2017年（平成29年） | 466              |
| 2018年（平成30年） | 481              |
| 2019年（令和元年） | 496              |
| 2020年（令和02年） | 407              |
| 2021年（令和03年） | 446              |
| 2022年（令和04年） | 504              |
| 2023年（令和05年） | 569              |

## 駅周辺
- 今井町
- 春日神社
- 八木春日神社
- 順明寺
- 延命院
- おふさ観音
- 藤原宮跡
- 下ツ道（中街道）
- 橿原市役所
- 橿原郵便局
- 奈良県立畝傍高等学校
- 南都銀行橿原支店
- 京都銀行橿原支店
- 三菱UFJ銀行橿原支店
- 八木西口駅（近鉄橿原線） - 西に徒歩5分ほど。
- 大和八木駅（近鉄大阪線・近鉄橿原線） - 北に徒歩10分ほど。
- 近鉄百貨店橿原店
- 奈良県立医科大学・奈良県立医科大学附属病院
- 橿原警察署

## 隣の駅
西日本旅客鉄道（JR西日本）
 万葉まほろば線（桜井線）
■快速（高田駅経由大和路線直通）・■普通
香久山駅 - 畝傍駅 - 金橋駅

### かつて存在した路線
近畿日本鉄道
小房線
畝傍駅 - 小房駅